# To/Die/For
To/Die/For – fiński zespół grający gothic metal. Został założony w 1999 roku. Wcześniej działał pod nazwą Mary-Ann.
W 2016 roku zespół został rozwiązany.

## Muzycy
| Ostatni skład zespołu - Jarno „Jape” Perätalo – wokal (1999-2016) - Juha-Pekka „Juppe” Sutela – gitara (1999-2004, 2010-2016) - Eza Viren – gitara (2011-2016) - Matti Huopainen – perkusja (2011-2016) |  | Byli członkowie zespołu - Miikka „Sepe” Kuisma – gitara basowa (1999-2000) - Tonmi Lillman (zmarły) – perkusja (1999-2003, 2009-2010) - Joonas „Jope” Koto – gitara (1999-2003, 2006-2009) - Marko „Make” Kangaskolkka – gitara basowa (2001-2004) - Mika „Alli” Ahtiainen – gitara (2002-2005, 2009-2010) - Santtu Lonka – perkusja (2003-2008, 2010-2011) - Jarkko „Josey” Strandman – gitara basowa (2004-2009, 2009-2011) - Toni Paananen – perkusja (2008-2009) - Antti-Matti „Antza” Talala – gitara (2006-2014) - Jussi-Mikko Salminen – instrumenty klawiszowe (2004-2005, 2010-2014) - Samuel Schildt – gitara basowa (2014-2015) |

## Dyskografia
| 1999                           | All Eternity - Data: 1999 - Wydawca: Spinefarm Records                    | –  |
| 2001                           | Epilogue - Data: 2001 - Wydawca: Spinefarm Records                        | 10 |
| 2003                           | Jaded - Data: 24 marca 2003 - Wydawca: Spinefarm Records                  | 16 |
| 2005                           | IV - Data: 4 marca 2005 - Wydawca: Spinefarm Records                      | 35 |
| 2006                           | Wounds Wide Open - Data: 4 października 2006 - Wydawca: Spinefarm Records | –  |
| 2011                           | Samsara - Data: 14 grudnia 2011 - Wydawca: To/Die/For/Massacre Records    | –  |
| 2015                           | Cult - Data: 26 czerwca 2015 - Wydawca: Massacre Records                  | 47 |
| „–” pozycja nie była notowana. |                                                                           |    |

| 2000                           | „In the Heat of the Night” | 17 | - FIN: złota płyta | In the Heat of the Night (EP) |
| 2001                           | „Hollow Heart”             | 5  |                    | Epilogue                      |
| 2005                           | „Little Deaths”            | 7  |                    | IV                            |
| 2006                           | „Like Never Before”        | 5  |                    | Wounds Wide Open              |
| „–” pozycja nie była notowana. |                            |    |                    |                               |

| Rok  | Tytuł                                                                        |
| ---- | ---------------------------------------------------------------------------- |
| 2000 | Farewell (EP) - Data: 2000 - Wydawca: Nuclear Blast                          |
| 2000 | In the Heat of the Night (EP) - Data: 2000 - Wydawca: Nuclear Blast          |
| 2010 | Epilogue from the Past - Data: 27 stycznia 2010 - Wydawca: Spinefarm Records |